# Karabiny pani Carrar
Karabiny pani Carrar – sztuka teatralna Bertolta Brechta. Sztuka ta miała charakter interwencyjny, wzywała Anglię i Francję do przerwania polityki nieinterwencji. Brecht chce pokazać, że wobec zjawiska tak totalnego jak wojna, nie można pozostać obojętnym. By przedstawienie było łatwiejsze do przyswojenia dla proletariuszy, Brecht zrezygnował z formuły teatru epickiego, jest to jego jedyna sztuka napisana całkowicie tradycyjnie.
Premiera „Karabinów pani Carrar” odbyła się w 1937 roku.
Akcja rozgrywa się w domu Teresy Carrar. Sympatyzuje ona z rewolucją, jednak od kiedy jej mąż oddał życie w walce, Teresa przyjmuje postawę całkowicie bierną. Nie chce wydać karabinów swoim synom, by i oni mogli wziąć udział w wojnie. Pani Carrar tłumaczy, że „biedni ludzie nie mogą prowadzić wojny”, że należy trzymać się na uboczu. Wtedy właśnie wnoszą do izby zwłoki jej starszego syna, którego bez żadnej przyczyny zastrzelili faszyści, gdy ten łowił ryby. Wtedy pani Carrar radykalnie zmienia zdanie, z zakrwawionego żagla, którym przykryte były zwłoki syna robi sztandar, każe wyciągnąć karabiny i idzie na wojnę wraz z pozostałymi synami.